# Fuck What Ya Heard
Singles de MC Ren
Same Ol' Shit
(1993) Mad Scientist
(1996)
Fuck What Ya Heard est une chanson du rappeur MC Ren sortie en avril 1994, issue de l'album Shock of the Hour.

## Historique
Fuck What Ya Heard est le second single du premier album de MC Ren Shock of the Hour. Le titre sera censuré et le Fuck remplacé par Forget.